# Samsung Galaxy A50
Samsung Galaxy A50 — смартфон компании Samsung Electronics из серии Galaxy A, которая пришла на смену серии Galaxy J. A50 был представлен 25 февраля 2019 года.

## Технические характеристики
- Материалы корпуса: пластик (Glasstic), Corning Gorilla Glass 3
- Операционная система: Android 9 + OneUI 1 (на старте продаж)
- SIM: две nano-SIM
- Экран: диагональ 6,4", разрешение 1080 х 2340 точки, 19,5:9, ppi 403
- Процессор: восьмиядерный Exynos 9610
- Графика: Mali G72 MP3
- Оперативная память: 4/6 ГБ
- Память для хранения данных: 64[3]/128[4] ГБ (стандарт UFS 2.1)
- Дополнительная память: microSD до 512 ГБ
- Разъёмы: USB Type-C
- Основная камера: 25 МП (f/1.7) + 5 МП (f/2.2) + 8 МП (f/2.2), LED вспышка
- Фронтальная камера: 25 МП, f/2.0, эффект боке
- Сети: 2G/3G/LTE
- Интерфейсы: Wi-Fi a/b/g/n/ac, Bluetooth 5.0, NFC, ANT+
- Навигация: GPS, ГЛОНАСС
- Дополнительно: FM-радио, датчик приближения, акселерометр, датчик освещенности, гироскоп, датчик Холла, сканер отпечатка пальца, разблокировка по лицу, Samsung Pay, Google Pay
- Батарея: 4000 мАч, режим просмотра видео до 19 часов

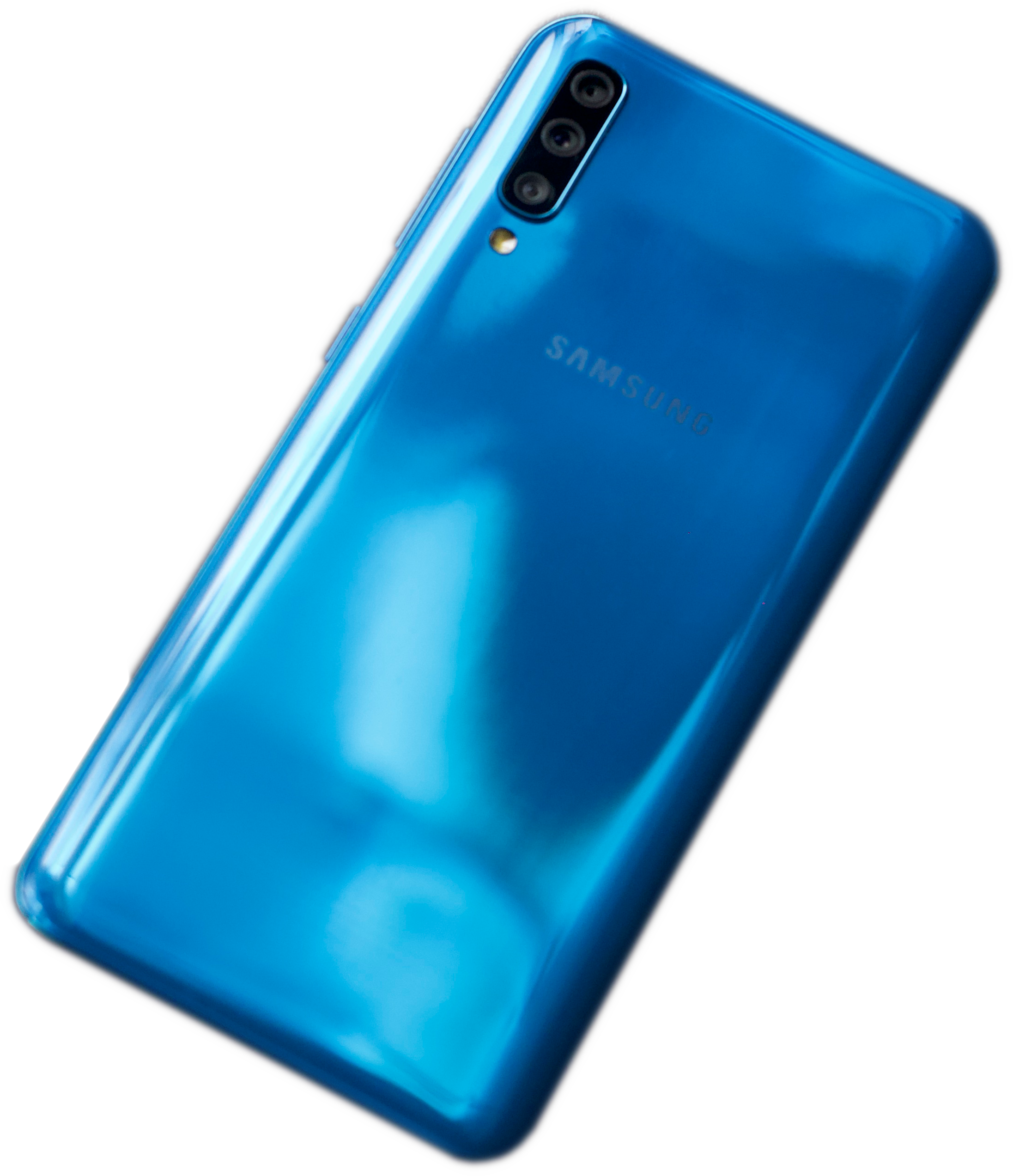
Тройная тыловая камера Galaxy A50

- Габариты: 158.5 x 74.7 x 7,7 мм
- Вес: 166 г

## Программное обеспечение
Galaxy A50, как и все модели серии, из коробки работает на Android Pie (9.0) с фирменной оболочкой OneUI 1.x.
В июне, а затем и в июле, 2019 года смартфон получил обновления. Июньское обновление решило проблему записи видео в замедленном режиме, июльское исправило некоторые проблемы безопасности.
Galaxy A50 поддерживает разблокировку по лицу, в модели есть сканер отпечатка пальца, который расположен не на задней панели, а встроен в экран. В смартфоне есть функция Always on Display в отличие от предыдущих моделей серии.
На официальном сайте Samsung в разделе FAQ есть статья "На Samsung Galaxy появляется ошибка «Сбой камеры»".

## Продажи
Galaxy A30 и Galaxy A50 были первыми смартфонами из серии A, которые представили публике. Анонс состоялся 25 февраля 2019 года.
На российском рынке продажи Galaxy A50 начались 18 марта 2019 года одновременно с Galaxy A20 и Galaxy A30. Цена на Galaxy A50 4/64 ГБ составляла 19 990 рублей, а на Galaxy A50 6/128 ГБ - 24 990 рублей.
22 августа 2019 года компания анонсировала улучшенную модель Galaxy A50s с более мощной основной камерой.
По заявлению компании Samsung, общее количество проданных компанией смартфонов выросло во втором квартале 2019 года за счет моделей A50 и A70.